# Lista președinților Germaniei
De la înființarea sa în 1949, Republica Federală Germania (RFG/BDR) a avut următorii președinți (după 1990, Germania reunificată, Germania de Vest cu Germania de Est):
| Nr. | Nume (anul nașterii/decesului)     | Partid      | Președinte RFG de la | Președinte RFG până la | Alegeri    |
| --- | ---------------------------------- | ----------- | -------------------- | ---------------------- | ---------- |
| 1   | Theodor Heuss (1884–1963)          | FDP         | 13 septembrie 1949 1 | 12 septembrie 1959     | 1949, 1954 |
| 2   | Heinrich Lübke (1894–1972)         | CDU         | 13 septembrie 1959   | 30 iunie 1969          | 1959, 1964 |
| 3   | Gustav Heinemann (1899–1976)       | SPD         | 1 iulie 1969         | 30 iunie 1974          | 1969       |
| 4   | Walter Scheel (1919–2016)          | FDP         | 1 iulie 1974         | 30 iunie 1979          | 1974       |
| 5   | Karl Carstens (1914–1992)          | CDU         | 1 iulie 1979         | 30 iunie 1984          | 1979       |
| 6   | Richard von Weizsäcker (1920–2015) | CDU         | 1 iulie 1984         | 30 iunie 1994          | 1984, 1989 |
| 7   | Roman Herzog (1934–2017)           | CDU         | 1 iulie 1994         | 30 iunie 1999          | 1994       |
| 8   | Johannes Rau (1931–2006)           | SPD         | 1 iulie 1999         | 30 iunie 2004          | 1999       |
| 9   | Horst Köhler (1943–2025)           | CDU         | 1 iulie 2004         | 31 mai 2010            | 2004, 2009 |
| 10  | Christian Wulff (* 1959)           | CDU         | 2 iulie 2010         | 17 februarie 2012      | 2010       |
| 11  | Joachim Gauck (* 1940)             | fără partid | 18 martie 2012       | 18 martie 2017         | 2012       |
| 12  | Frank-Walter Steinmeier (* 1956)   | SPD         | 19 martie 2017       | prezent                | 2017       |

Note:
- 1 - Până la alegerea lui Theodor Heuss, funcția de Președinte de stat a fost îndeplinită de președintele bundesratului, Karl Arnold.